# Piastów
Piastów là một thị trấn thuộc huyện Pruszkowski, tỉnh Mazowieckie ở trung-đông Ba Lan. Thị trấn có diện tích 6 km². Đến ngày 1 tháng 1 năm 2011, dân số của thị trấn là 22922 người và mật độ 3980 người/km².